# The Independence of Observation Choice
The Independence of Observation Choice – czwarty album studyjny polskiej grupy muzycznej Nomad. Wydawnictwo ukazało się 13 czerwca 2007 roku w Polsce nakładem wytwórni muzycznej Empire Records. W Macedonii płyta została wydana przez firmę TerrorBlast Production. W 2009 roku wytwórnia Animate Records wydała album w pozostałych krajach świata.
Nagrania zostały zarejestrowane pomiędzy lutym a majem 2006 roku w lubelskich Hendrix Studios we współpracy z Arkadiuszem "Maltą" Malczewskim. Partie perkusji zostały nagrane na zestawie należącym do Zbigniewa "Inferno" Promińskiego z formacji Behemoth. Mastering w październiku tego samego roku wykonał Jarosław "Smok" Smak w One Studio.

## Lista utworów
Opracowano na podstawie materiału źródłowego.
1. "Liberation (Intro)" (muz. Bleyzabel Balberith, Patrick Seth Bilmorgh) - 01:30
2. "The Slanderer" (sł. Bleyzabel Balberith, muz. Bleyzabel Balberith, Patrick Seth Bilmorgh) - 04:21
3. "Dies Irae (The Day of Wrath)" (sł. Bleyzabel Balberith, Christian, muz. Bleyzabel Balberith, Patrick Seth Bilmorgh) - 05:24
4. "The Independence of Observation Choice" (sł. Bleyzabel Balberith, muz. Bleyzabel Balberith, Patrick Seth Bilmorgh) - 05:03
5. "The Well of Sorrow (Intro)" (muz. Bleyzabel Balberith, Patrick Seth Bilmorgh) - 01:05
6. "My True Home" (sł. Bleyzabel Balberith, muz. Bleyzabel Balberith, Patrick Seth Bilmorgh) - 04:55
7. "To Burn at Dawn" (sł. Bleyzabel Balberith, muz. Bleyzabel Balberith, Patrick Seth Bilmorgh) - 07:02
8. "The Last True Words of Christ (Intro)" (muz. Bleyzabel Balberith, Patrick Seth Bilmorgh) - 00:09
9. "I'm Waiting for the Wind" (sł. Bleyzabel Balberith, muz. Bleyzabel Balberith, Patrick Seth Bilmorgh) - 04:52
10. "Rotten Song (Intro)" (muz. Bleyzabel Balberith, Patrick Seth Bilmorgh) - 01:01
11. "Funeral on the Scaffold of Dreams" (sł. Bleyzabel Balberith, muz. Bleyzabel Balberith, Patrick Seth Bilmorgh) - 03:47
12. "IX" (cover Bulldozer) - 05:10

## Twórcy
Opracowano na podstawie materiału źródłowego.
| - Bleyzabel Balberith - wokal prowadzący, aranżacje - Patrick Seth Bilmorgh - gitara rytmiczna, gitara prowadząca - Nameless Immenus - gitara rytmiczna, gitara prowadząca - Hydrant Hydrousus - gitara basowa | - Domin Dominus - perkusja - Arkadiusz "Malta" Malczewski - inżynieria dźwięku, miksowanie - Jarosław "Smok" Smak - mastering - Jacek Wiśniewski - okładka |